# Палант (гигант)
 Тази статия е за гиганта.  За титана вижте Палант.  
Палант(на старогръцки: Πάλλας) е персонаж от древногръцката митология. Той е син на Уран и Гея, гигант. Нападнал олимпийските богове по време на гигантомахията. Атина съдрала кожата на още живия Палант, за да я ползва като щит, и после го убила с копието си. Вероятно затова по-късно почнала да се нарича Палада. 